# Edirne (pokrajina)
Edirne je najzapadnija pokrajina u Turskoj. Nalazi se u Istočnoj Tračkoj uz grčko–bugarsku granicu.
Glavni grad se također zove Edirne (Grčko ime je bilo Adrianòpolis, a za vrijeme Rimskoga Carstva grad se zvao Hadrijan po caru).

## Gradovi
Edirne ima 9 gradova (Glavni grad je podebljan):
- Edirne
- Enez
- Havsa
- İpsala
- Keşan
- Lalapaşa
- Meriç
- Süloğlu
- Uzunköprü

## Vanjske poveznice
- (tur.) edirne.gov.tr
- (engl.) pbase.com